# Utricularia delicatula
Utricularia delicatula är en tätörtsväxtart som beskrevs av Thomas Frederic Cheeseman. Utricularia delicatula ingår i släktet bläddror, och familjen tätörtsväxter. Inga underarter finns listade i Catalogue of Life.